# Alexandra Henochsberg
Alexandra Henochsberg est une productrice et distributrice de cinéma française, directrice de la société Ad Vitam Distribution. 
Son père, Jean Henochsberg, et son frère, David Henochsberg travaillent aussi dans le cinéma,.

## Filmographie

### Actrice
- 1996 : Nous sommes tous des anges

### Productrice
- 2009 : Plein sud
- 2010 : Carancho
- 2012 : Les coquillettes
- 2015 : 
  - Des Apaches
  - Les Trois Sœurs
- 2016 : 
  - Fais de beaux rêves
  - Le ultime cose
  - Jamais contente
- 2018 : 
  - Heureux comme Lazzaro
  - Les Estivants
  - La lotta
- 2019 : Le Traître
- 2021 : Haut et fort
- 2022 : 
  - Les Amandiers, réalisé par Valeria Bruni Tedeschi
  - Des Amandiers aux Amandiers
  - En même temps
- 2023 : 
  - La Chimère
  - L'enlèvement
- 2024 : Allégorie citadine, réalisé par Alice Rohrwacher et JR[3]